# Anton Nachreiner

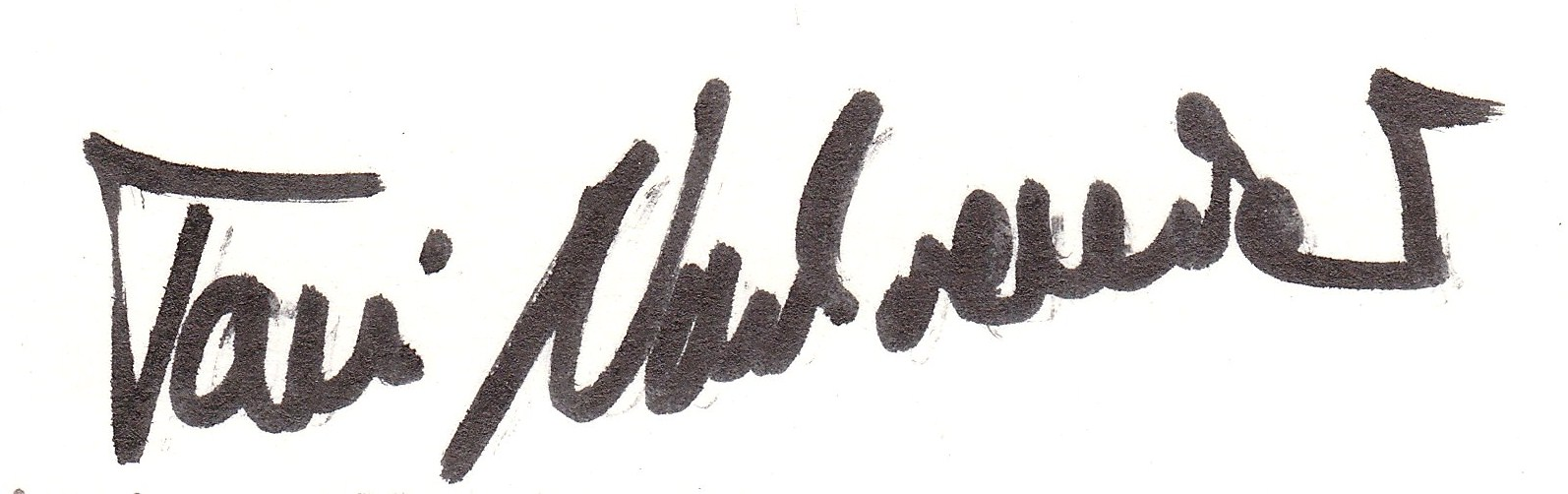
Autogramm von 1979

Anton Nachreiner (* 10. September 1955 in Gottfriedingerschwaige) ist ein ehemaliger deutscher Fußballspieler und Jurist, der seit Oktober 2007 Vorsitzender des DFB-Kontrollausschusses und von August 2015 bis 2020 Präsident des Landgerichts Deggendorf ist.

## Biografie

### Aktive Fußballerkarriere
Nachreiners fußballerische Laufbahn begann in den Nachwuchsmannschaften seines Heimatvereins FC Gottfrieding. Im Alter von 17 Jahren wechselte er in die erste Mannschaft der SpVgg Deggendorf. Dort wurde er in seiner dritten Saison (1975/76) mit 22 Treffern Torschützenkönig, so dass der TSV 1860 München auf ihn aufmerksam wurde und ihn verpflichtete. Bei den „Löwen“ ersetzte Nachreiner den von Trainer Lucas ins Mittelfeld beorderten Metzger auf der rechten Angriffsseite.
Nachreiner war in den vier Spielzeiten zwischen 1976/77 und 1979/80 bei den Münchner Löwen unter Vertrag. Zwei dieser Spielzeiten verbrachte er in der Bundesliga (1977/78 und 1979/80) und zwei Spielzeiten in der alten Zweiten Bundesliga Süd. Während er fast alle Zweitligaspiele absolvierte und dabei 14 Treffer erzielte, war er durchschnittlich „nur“ in beinahe jedem zweiten Bundesliga-Spiel (insgesamt 30 Einsätze) dabei und erzielte dabei nicht einen einzigen Treffer. Eine Tatsache, die ihn noch heute ärgert, da er beste Torchancen einfach vergeigt hat, wie er selbst sagt. In insgesamt 117 Pflichtspielen beim TSV 1860 München konnte Nachreiner 17 Tore erzielen.
Weil ihm die Doppelbelastung von Profidasein und Jurastudium zu viel wurde, ließ Nachreiner sich 1980 reamateurisieren und wechselte zum Nachbarn FC Wacker München, wo er seine aktive Spielerkarriere ausklingen ließ. Sein Engagement bei 1860 und später bei Wacker ließ sich gut mit seinem in München absolvierten Jurastudium verbinden.

### Juristische Karriere
Anschließend widmete Nachreiner sich ganz der juristischen Karriere, er promovierte und trat als Volljurist in den Staatsdienst ein. Er war von Dezember 2006 bis Juli 2015 Direktor am Amtsgericht Deggendorf und war bis zu seiner Pensionierung 2020 Präsident des Landgericht Deggendorf.
Auch dem Fußball blieb Nachreiner bis heute eng verbunden. Seit 1989 ist er Mitglied im Bezirkssportgericht Niederbayern, wo er zwischenzeitlich auch vier Jahre Vorsitzender war. Seit 2001 ist er Mitglied des DFB-Kontrollausschusses und seit Oktober 2007 dessen Vorsitzender.

### Privates
Nachreiner wohnt noch heute in seinem Heimatort Gottfrieding. Er ist verheiratet und hat drei Kinder. Sein 1988 geborener Sohn Sebastian ist Fußballprofi bei Jahn Regensburg und ebenfalls Jurist.

## Stationen als aktiver Spieler
- 1973–1976 SpVgg Deggendorf
- 1976–1980 TSV 1860 München
- 1980–1985 FC Wacker München[4]